# Bildeiche (Hahnenkamm)

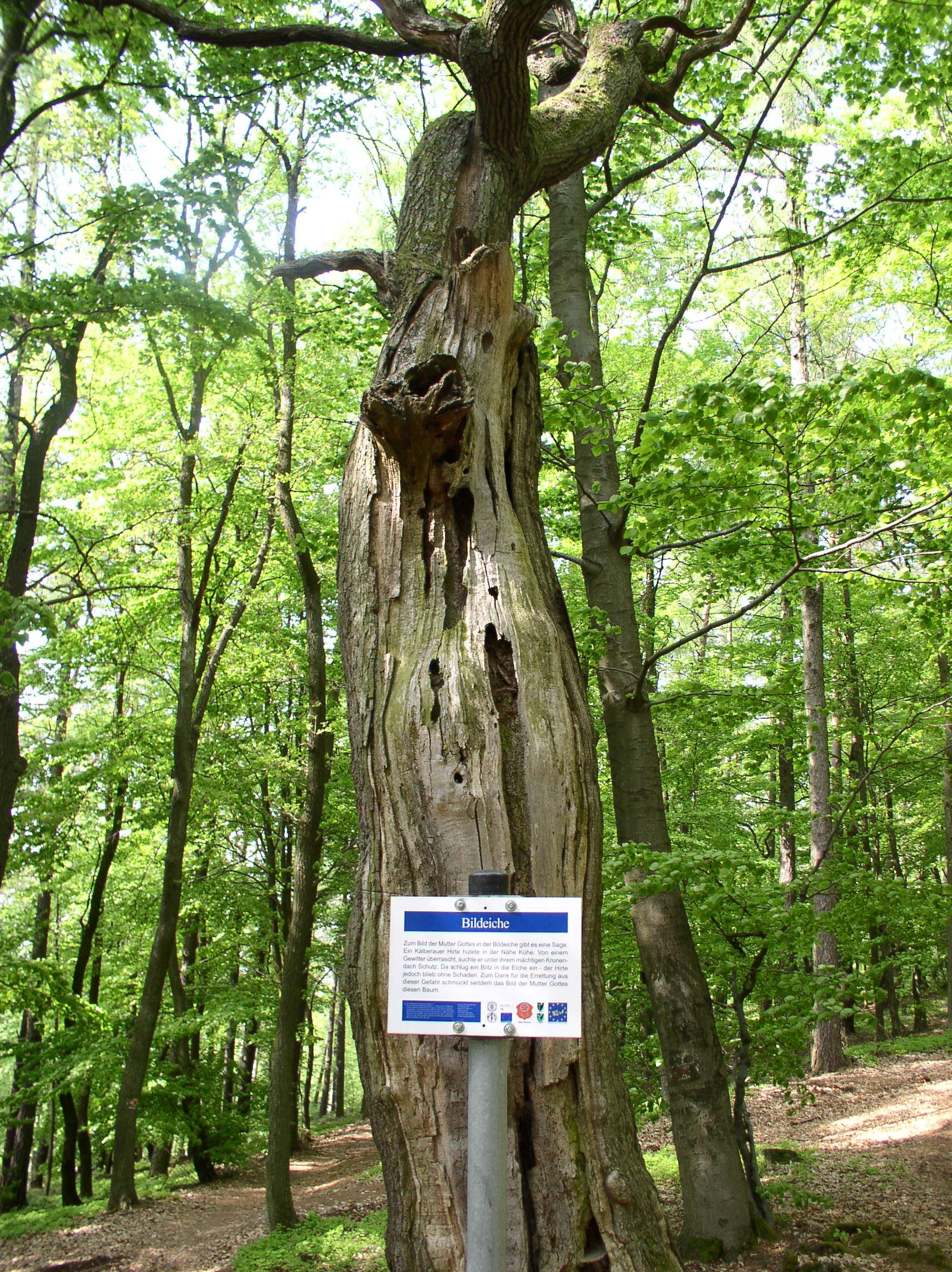
Die Bildeiche 2006

Die Bildeiche ist eine als Naturdenkmal ausgewiesene jahrhundertealte Traubeneiche im Spessart bei Alzenau im Landkreis Aschaffenburg in Bayern.

## Beschreibung

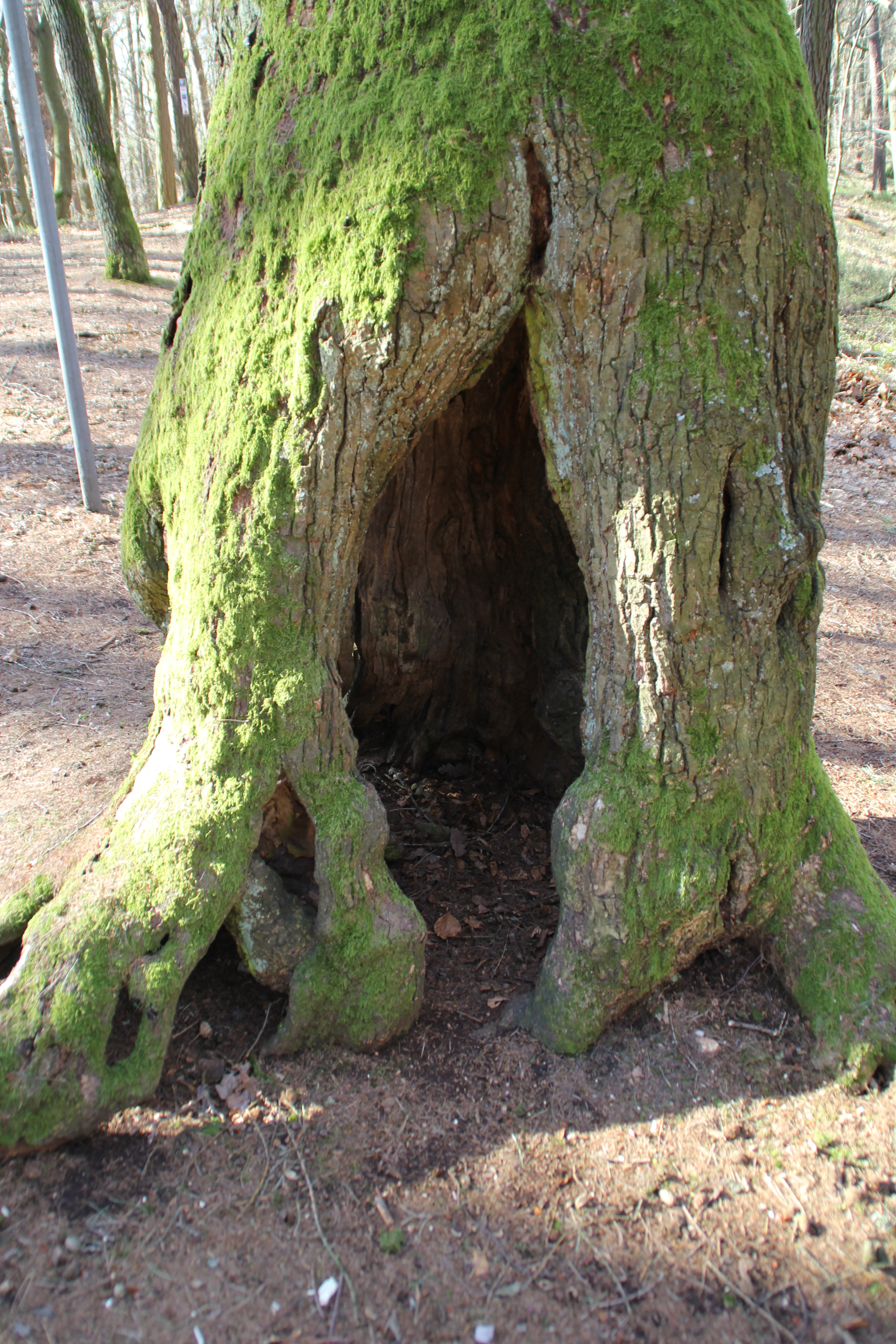
Der hohle Stamm der Bildeiche

Sie steht auf 410 m ü. NHN am Gipfelweg des Hahnenkammrückens, zwischen dessen Hauptgipfel und der Hohen Mark, direkt auf der Gemarkungsgrenze von Hörstein und Kälberau. Am 22. September 1977 wurde sie durch das Landratsamt Aschaffenburg als Naturdenkmal ausgewiesen. Am Stamm ist ein Muttergottesbild angebracht, wovon sich der Name „Bildeiche“ ableitet. Der Baum ist durch mehrfachen Blitzeinschlag innen komplett gehöhlt. Aus diesem Grund stirbt die Eiche langsam ab.

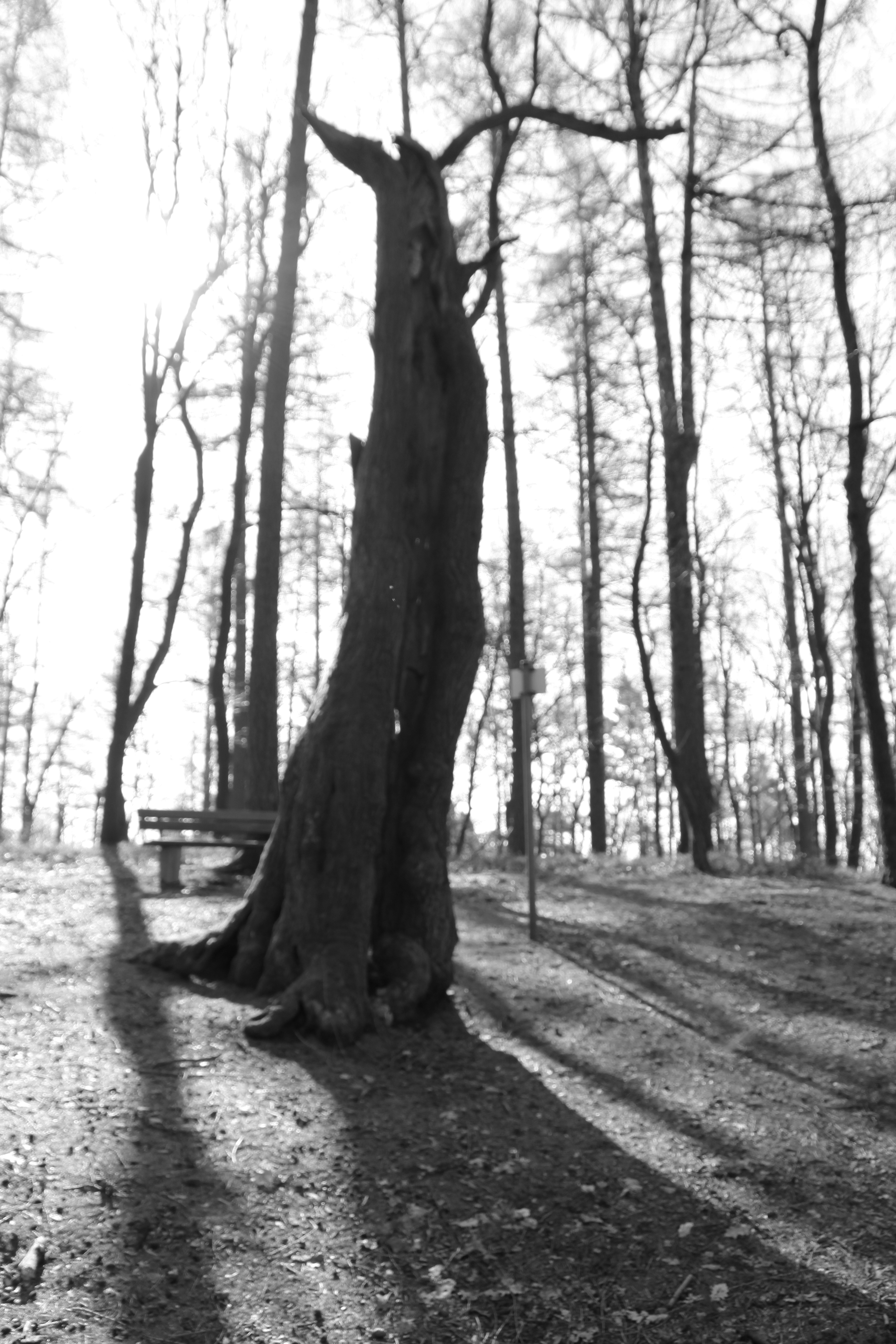
Die Bildeiche 2015

Bereits in den 1970er Jahren war eine Hälfte der Krone ohne Blätter. Im Jahr 2004 trug sie nur noch einen belaubten Zweig in weniger als drei Metern Höhe. Der letzte Teil der Baumkrone brach nach einem Sturm im Frühjahr 2011 ab und nur noch der tote Hauptstamm mit einigen Aststummeln blieb stehen. Der Stamm der Bildeiche wird nicht beseitigt, sondern soll allmählich verrotten. Der Naturschutzbeirat des Landkreises Aschaffenburg wird die Bildeiche aus der Liste der Naturdenkmäler des Landkreises streichen.
Das genaue Alter dieses Baumes lässt sich durch das Fehlen der Jahresringe nicht mehr feststellen, es wird aber auf mehrere hundert Jahre geschätzt. Er ist in einer Zeit gewachsen, als die Bäume auf dem felsigen Untergrund des Hahnenkamms noch nicht so dicht standen wie heute. Die einst mächtige Krone der Bildeiche konnte sich so perfekt entfalten.

## Sage

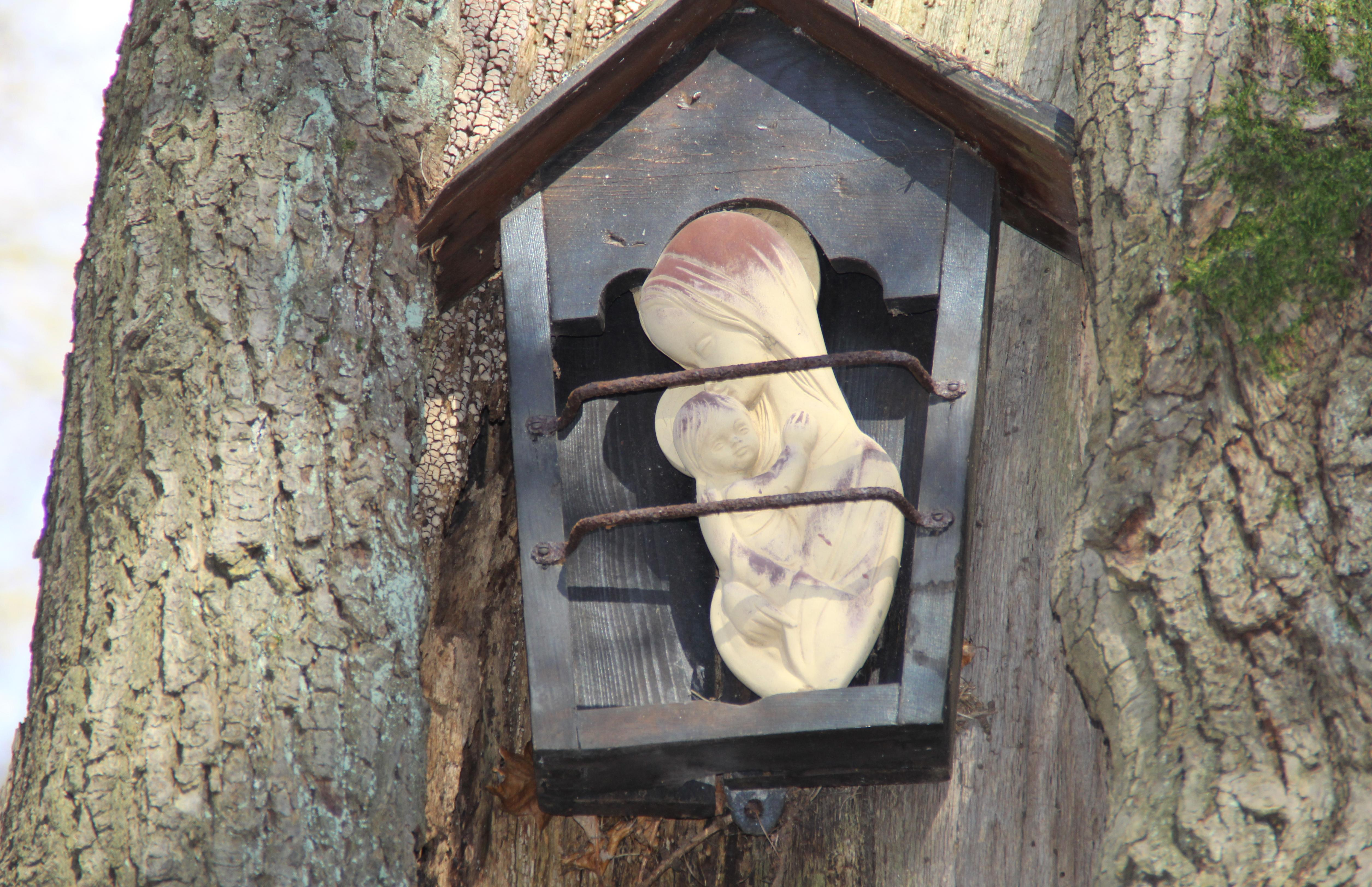
Das Muttergottesbild an der Bildeiche

Der Sage nach hütete ein Kälberauer Hirte in der Nähe Kühe. Als ein Gewitter vorüberzog, suchte er unter einer mächtigen Eiche Schutz vor dem Unwetter, da bekanntlich der Blitz in erhöhte Objekte einschlägt; und so kam es auch, dass die Eiche vom Blitz getroffen wurde. Der Hirte blieb ohne Schaden. Zum Dank für diese Rettung aus der Gefahr, schmückt seitdem das Bild der Mutter Gottes diesen Baum.